# Corteno Golgi
Corteno Golgi es una localidad y comune italiana de la provincia de Brescia, región de Lombardía.
En 2001 tenía 1992 habitantes.
Originalmente se llamaba Corteno, y en 1956 recibió el apelativo Golgi por el científico italiano Camillo Golgi (1843-1926) nacido aquí.

## Evolución demográfica
| Gráfica de evolución demográfica de Corteno Golgi entre 1861 y 2001 |
|                                                                     |
| Fuente ISTAT - elaboración gráfica de Wikipedia                     |